# Susanne Suba
Susanne Suba (* 13. Dezember 1913 in Budapest, Ungarn; † 4. Februar 2012 in New York City) war eine ungarisch-amerikanische Aquarellmalerin und Illustratorin.

## Leben
Susanne Suba wurde als Zsuzsanna Suba in Budapest geboren. Ihre Mutter, May Edwards Suba, war Pianistin in Brooklyn, New York, ihr Vater, Miklós Suba, war Architekt und Künstler. Bereits im frühen Kindesalter zeigte sie Interesse an der Kunst und saß oft neben ihrem Vater, während er arbeitete. In den 1920er Jahren wanderte die Familie in die Vereinigten Staaten aus und ließ sich in Brooklyn nieder. Suba besuchte dort die Brooklyn Friends School sowie das Pratt Institute. Sie war mit dem Schriftsteller und Herausgeber Russell McCracken verheiratet und lebte mit ihm in Chicago. Susanne Suba verstarb im Alter von 98 Jahren.

## Werk
Susanne Suba arbeitete als freiberufliche Illustratorin und professionelle Künstlerin. Ab den 1930er Jahren gestaltete sie Titelbilder und Spot-Illustrationen für das Magazin The New Yorker. Eine Sammlung dieser Arbeiten erschien 1944 unter dem Titel Spots by Suba. Zudem illustrierte sie zahlreiche Bücher, darunter eine Ausgabe von Henry David Thoreaus Life Without Principle, sowie über 25 Kinderbücher, von denen einige in Zusammenarbeit mit ihrem Ehemann entstanden. Neben Illustrationen schrieb und illustrierte sie auch eigene Bücher. Ihre Werke wurden in Ausstellungen gezeigt, unter anderem im Museum of Fine Arts in Boston, in den Kunstvereinen von New York und Chicago, im Museum of Modern Art in New York und im Brooklyn Museum. Ihre Papiere aus den Jahren 1939 bis 1993 befinden sich im Archiv der Smithsonian Institution und ihre Arbeiten aus den Jahren 1972 bis 1976 in der de Grummond Children's Literature Collection der University of Southern Mississippi. Das Eric Carle Museum of Picture Book Art beherbergt fast 600 ihrer Arbeiten, die sie dem Museum vermachte.